# Liste der Landwirtschaftsminister von Mecklenburg-Vorpommern
Liste der Landwirtschaftsminister von Mecklenburg-Vorpommern.

## Landwirtschaftsminister Mecklenburg-Vorpommern (seit 1945)
| Name                                                                 | Amtsantritt                                       | Kabinett                                | Partei                                  |
| Minister für Landwirtschaft und Forsten                              | Minister für Landwirtschaft und Forsten           | Minister für Landwirtschaft und Forsten | Minister für Landwirtschaft und Forsten |
| -------------------------------------------------------------------- | ------------------------------------------------- | --------------------------------------- | --------------------------------------- |
| Otto Möller                                                          | 4. Juli 1945                                      | Höcker I                                | parteilos/CDU                           |
| Minister für Landwirtschaft                                          |                                                   |                                         |                                         |
| Otto Möller                                                          | 10. Dezember 1946                                 | Höcker II                               | CDU                                     |
| Bernhard Quandt                                                      | Februar 1948                                      | Höcker II                               | SED                                     |
| Minister für Land- und Forstwirtschaft                               |                                                   |                                         |                                         |
| Bernhard Quandt                                                      | 1. März 1949                                      | Höcker II                               | SED                                     |
| Minister für Landwirtschaft                                          |                                                   |                                         |                                         |
| Bernhard Quandt                                                      | September 1950                                    | Höcker II                               | SED                                     |
| Minister für Landwirtschaft und Forsten                              |                                                   |                                         |                                         |
| Bernhard Quandt                                                      | 18. November 1950 20. Juli 1951 28. Juli 1951     | Höcker III Bürger Quandt                | SED                                     |
| Von 1952 bis 1990 existierte kein Land Mecklenburg-Vorpommern        |                                                   |                                         |                                         |
| Minister für Ernährung, Landwirtschaft, Forsten und Fischerei        |                                                   |                                         |                                         |
| Martin Brick                                                         | 28. Oktober 1990 19. März 1992                    | Gomolka Seite I                         | CDU                                     |
| Minister für Landwirtschaft und Naturschutz                          |                                                   |                                         |                                         |
| Martin Brick                                                         | 8. Dezember 1994                                  | Seite II                                | CDU                                     |
| Minister für Ernährung, Landwirtschaft, Forsten und Fischerei        |                                                   |                                         |                                         |
| Till Backhaus                                                        | 3. November 1998 6. November 2002                 | Ringstorff I Ringstorff II              | SPD                                     |
| Minister für Landwirtschaft, Umwelt und Verbraucherschutz            |                                                   |                                         |                                         |
| Till Backhaus                                                        | 7. November 2006 6. Oktober 2008 25. Oktober 2011 | Ringstorff III Sellering I Sellering II | SPD                                     |
| Minister für Landwirtschaft und Umwelt                               |                                                   |                                         |                                         |
| Till Backhaus                                                        | 1. November 2016 4. Juli 2017                     | Sellering III Schwesig I                | SPD                                     |
| Minister für Klimaschutz, Landwirtschaft, ländliche Räume und Umwelt |                                                   |                                         |                                         |
| Till Backhaus                                                        | 15. November 2021                                 | Schwesig II                             | SPD                                     |